# You Will Know
Singles de Stevie Wonder
Skeletons
(1987) Get It
(1988)
You Will Know est une chanson de l'auteur-compositeur-interprète américain Stevie Wonder, issue de son album Characters sorti en 1987. 
Il s'agit du vingtième et dernier numéro 1 de Stevie Wonder au classement Hot R&B Singles. 

## Histoire
La chanson raconte la quête de sens d'un homme qui a perdu tout espoir en la vie et qui se verra soutenu s'il garde la foi. 
Piste introductive de l'album Characters, c'est le second single dont il est extrait après Skeletons, constitué en face B de sa version  instrumentale. Il sort en décembre 1987 chez Motown (réf. 1919) en 45 tours, maxi 45 tours, CD et Mini CD (en) .  
Vingtième opus classé à la première position du classement Hot R&B Singles, il constituera sa seule ballade atteignant cette position. 
À la fin de l'année 1992, Stevie Wonder réinterprètera la chanson avec le groupe Jodeci et Mary J. Blige durant un épisode de The Arsenio Hall Show (en). 

## Classement
| Classement (1988)                   | Meilleure position |
| ----------------------------------- | ------------------ |
| États-Unis (Billboard Hot 100)      | 77                 |
| États-Unis (Hot Adult Contemporary) | 16                 |
| États-Unis (Hot R&B/Hip Hop Songs)  | 1                  |
| Royaume-Uni (UK Singles Chart)      | 77                 |

## Accueil
Pour Karen Swayne (Number One (en)), "ce n'est pas la meilleure piste [de l'album], mais elle dégage beaucoup de chaleur et d'humanité".
Pour Ed Hogan (AllMusic),  You Will Know "commence comme une chanson romantique [puis] évolue vers une chanson traitant du plus grand amour possible, l'amour de Dieu". 

## Reprises
Informations issues de SecondHand Songs, sauf mention contraire.
- Ben Tankard (en), sur Instrumentally Yours (1996)
- Trijntje Oosterhuis sur For Once in My Life (1999)
- Russell Malone, sur Look Who's Here (2000)
- Mary Mary, sur Incredible (en) (2002)
- Angie Stone, sur Conception - An Interpretation of Stevie Wonder's Songs (2003)
- Stéphane Belmondo, sur Wonderland (2004)
- Dalton Harris (en), sur Penthouse Records: The Journey Continues – 25 Years (2014)[11]